# 美國參議院院長
美国参议院院长（英語：Dean of the United States Senate），為非官方用語，指美国参议院中在任时间最長的参議員。現任院長為來自艾奥瓦州的查克·葛雷斯利。